# Yacimiento arqueológico Closos de Can Gaià
Yacimiento arqueológico Closos de Can Gaià är en fornlämning i Spanien.   Den ligger i regionen Balearerna, i den östra delen av landet, 600 km öster om huvudstaden Madrid. Yacimiento arqueológico Closos de Can Gaià ligger 40 meter över havet.
Terrängen runt Yacimiento arqueológico Closos de Can Gaià är platt söderut, men åt nordväst är den kuperad. Havet är nära Yacimiento arqueológico Closos de Can Gaià åt sydost. Närmaste större samhälle är Manacor, 17,0 km norr om Yacimiento arqueológico Closos de Can Gaià. Trakten runt Yacimiento arqueológico Closos de Can Gaià består till största delen av jordbruksmark.